# Latchingdon
Latchingdon is een civil parish in het bestuurlijke gebied Maldon, in het Engelse graafschap Essex met 1241 inwoners.